# Tron, avagy a számítógép lázadása
A Tron, avagy a számítógép lázadása (vagy egyszerűen csak Tron) 1982-ben bemutatott amerikai sci-fi kalandfilm, melyet Steven Lisberger írt és rendezett. Egy programozóról szól, aki bekeveredik a számítógép virtuális világába. Innen kell megkeresnie a kiutat, és meg kell küzdenie egy gonosz mesterséges intelligencia irányította programmal is. A főbb szerepekben Jeff Bridges, Bruce Boxleitner, David Warner, Cindy Morgan és Barnard Hughes látható.
1982. július 9-én mutatták be az Amerikai Egyesült Államokban. A 17 millió dollárból készült film 33 millió dolláros bevételt hozott a jegypénztáraknál. A film nagyon népszerű lett, később franchise alakult ki, 2010-ben folytatása is készült, Tron: Örökség címmel. Terveznek harmadik részt is, valamint tévésorozat is készült a filmből. Számtalan videójáték és könyv is megjelent a film alapján. 

## Szereplők
| Színész          | Szerep                                                                | Magyar hang   | Magyar hang          | Magyar hang          |
| Színész          | Szerep                                                                | 1. szinkron   | 2. szinkron          | 3. szinkron          |
| ---------------- | --------------------------------------------------------------------- | ------------- | -------------------- | -------------------- |
| Jeff Bridges     | Kevin Flynn, az ENCON cég programozója és játékfejlesztője            | Koroknay Géza | Csankó Zoltán        | Rátóti Zoltán        |
| Jeff Bridges     | CLU                                                                   |               | Katona Zoltán        | Rátóti Zoltán        |
| Bruce Boxleitner | Alan Bradley, Flynn munkatársa                                        |               | Zubornyák Zoltán     | Lippai László        |
| Bruce Boxleitner | Tron                                                                  |               | Reisenbüchler Sándor | Lippai László        |
| David Warner     | Ed Dillinger, az ENCOM ügyvezető alelnöke és Flynn korábbi munkatársa |               | Forgács Gábor        | Szokolay Ottó        |
| David Warner     | Vezérlőprogram (hangja)                                               | Tolnai Miklós | Várkonyi András      |                      |
| David Warner     | Sark                                                                  |               |                      | Szokolay Ottó        |
| Cindy Morgan     | Dr. Lora Baines, Bradley barátnője és Dr. Gibbs asszisztense          |               | Dudás Eszter         | Kiss Erika           |
| Cindy Morgan     | Yori                                                                  |               |                      | Kiss Erika           |
| Barnard Hughes   | Dr. Walter Gibbs, az ENCOM cég társalapítója                          |               | Pataky Imre          | Dobránszky Zoltán    |
| Barnard Hughes   | Dumont                                                                |               | Papp János           |                      |
| Dan Shor         | Roy Kleinberg, ENCOM alkalmazott                                      |               |                      |                      |
| Dan Shor         | Ram                                                                   |               | Boros Zoltán         | Reisenbüchler Sándor |
| Peter Jurasik    | Crom                                                                  |               | Dózsa Zoltán         | Hankó Attila         |
| Tony Stephano    | Peter, Dillinger asszisztense                                         |               |                      |                      |
| Tony Stephano    | Sark hadnagya                                                         |               |                      |                      |